# Cooksonia (bướm)
Cooksonia là một chi bướm ngày thuộc họ Lycaenidae.

## Các loài
- Cooksonia abri Collins & Larsen, 2008
- Cooksonia aliciae Talbot, 1935
- Cooksonia ginettae Collins & Larsen, 2008
- Cooksonia neavei (Druce, 1912)
- Cooksonia trimeni Druce, 1905

## Hình ảnh

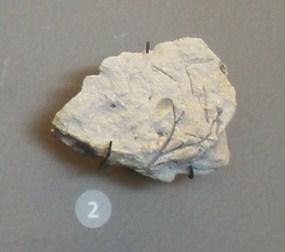
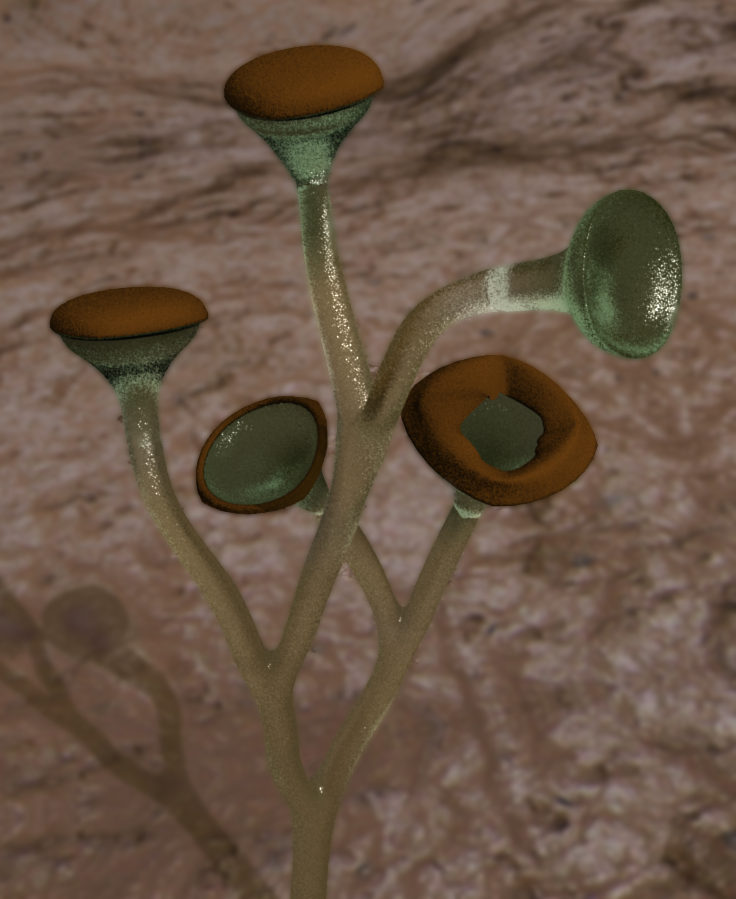
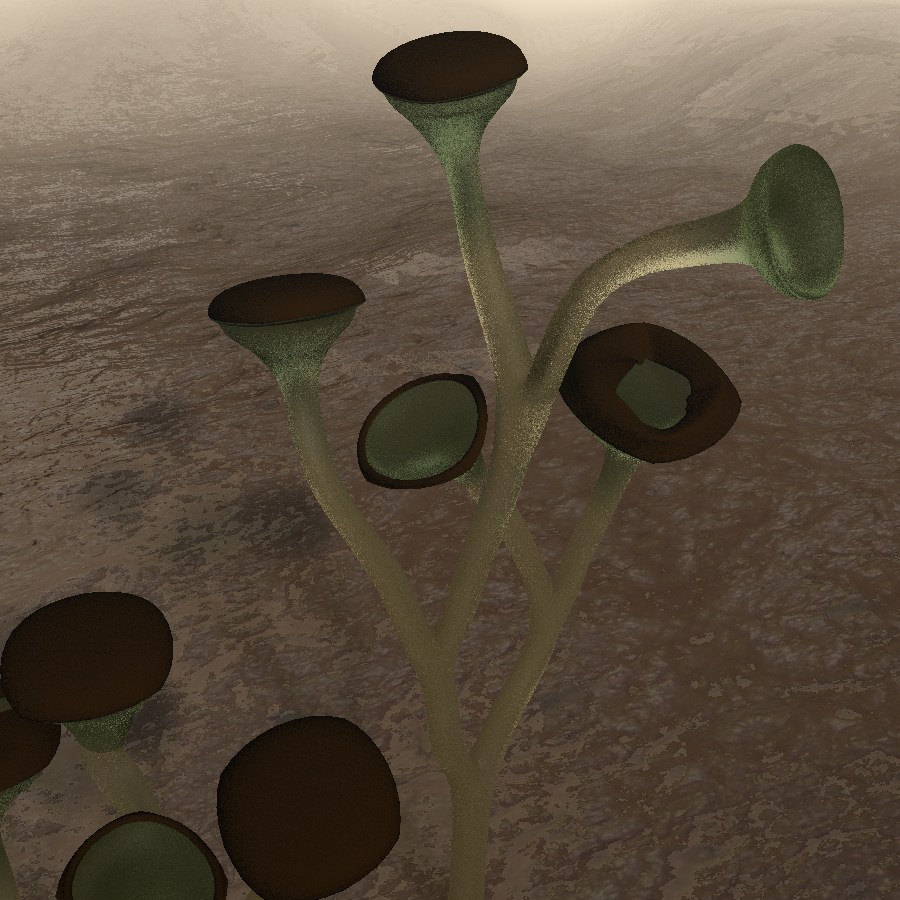
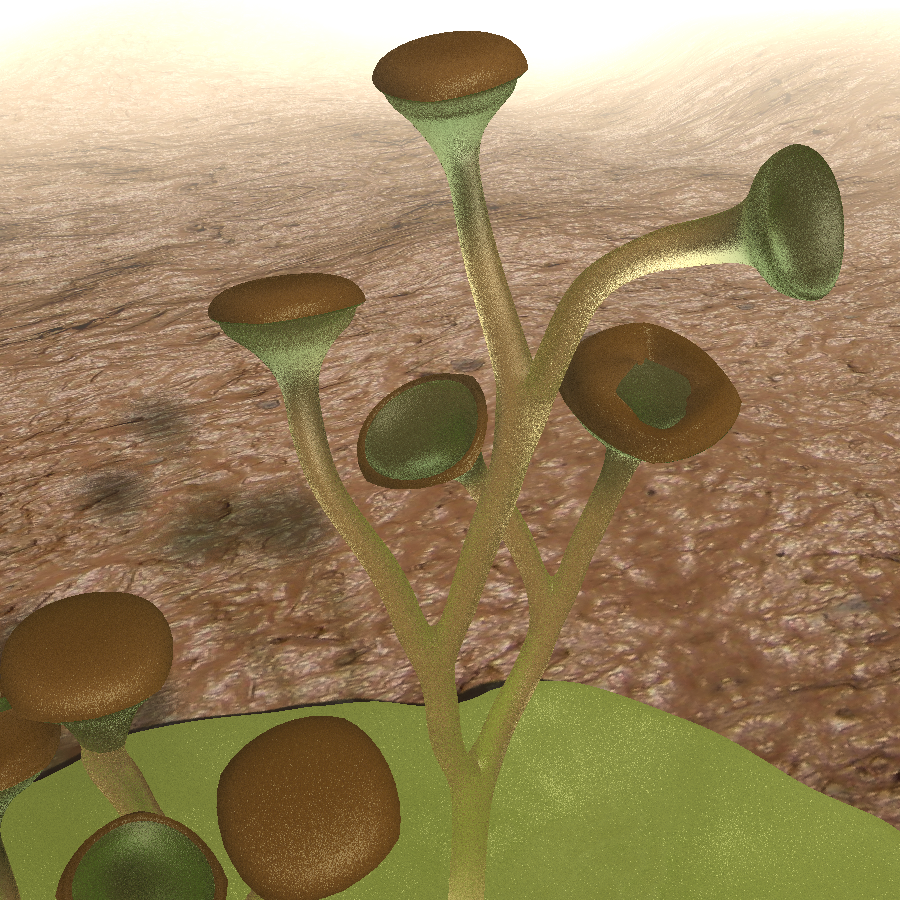